# Zlín

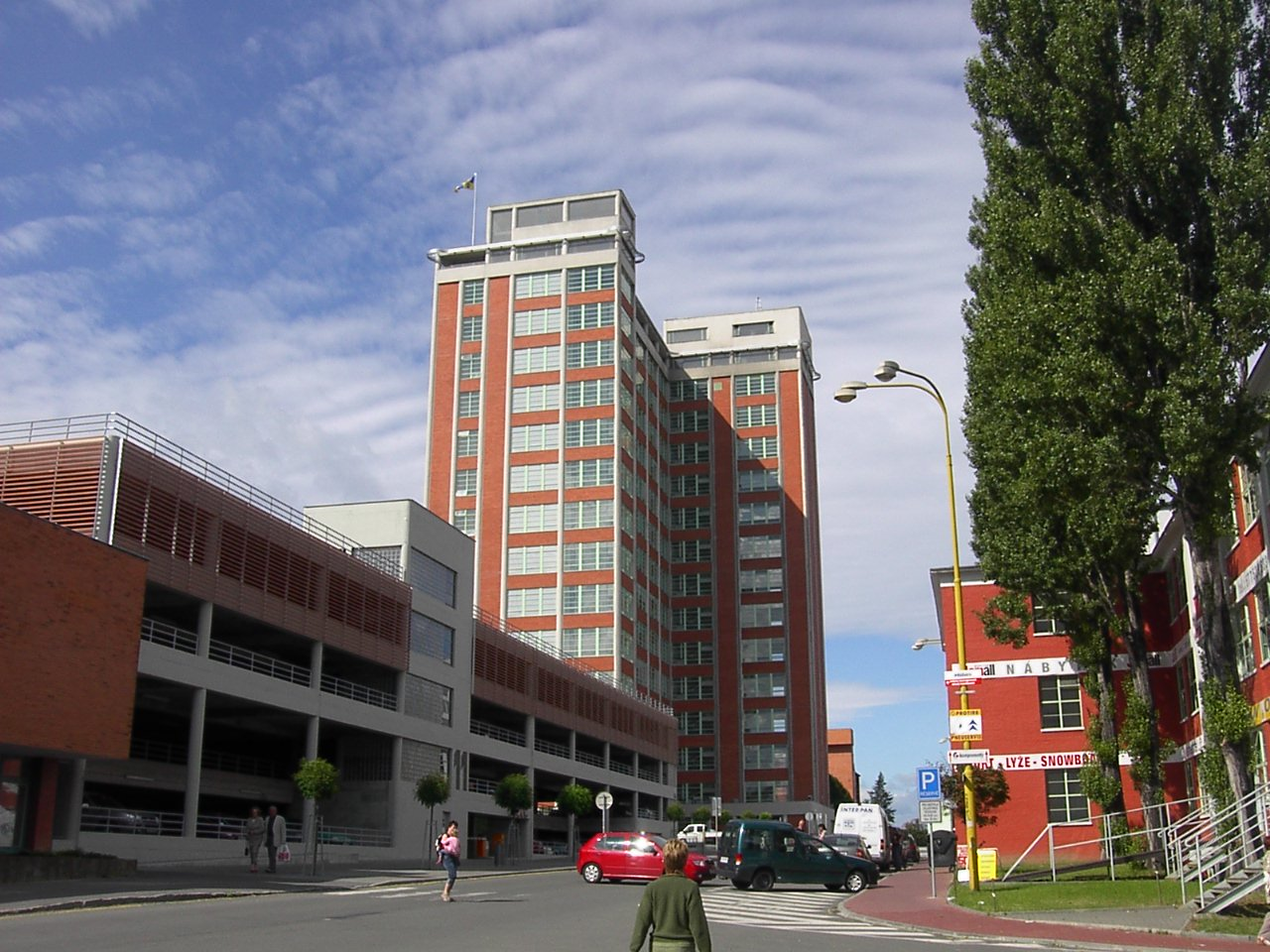
A "21" emeletes Baťa felhőkarcoló a buszpályaudvar felől.

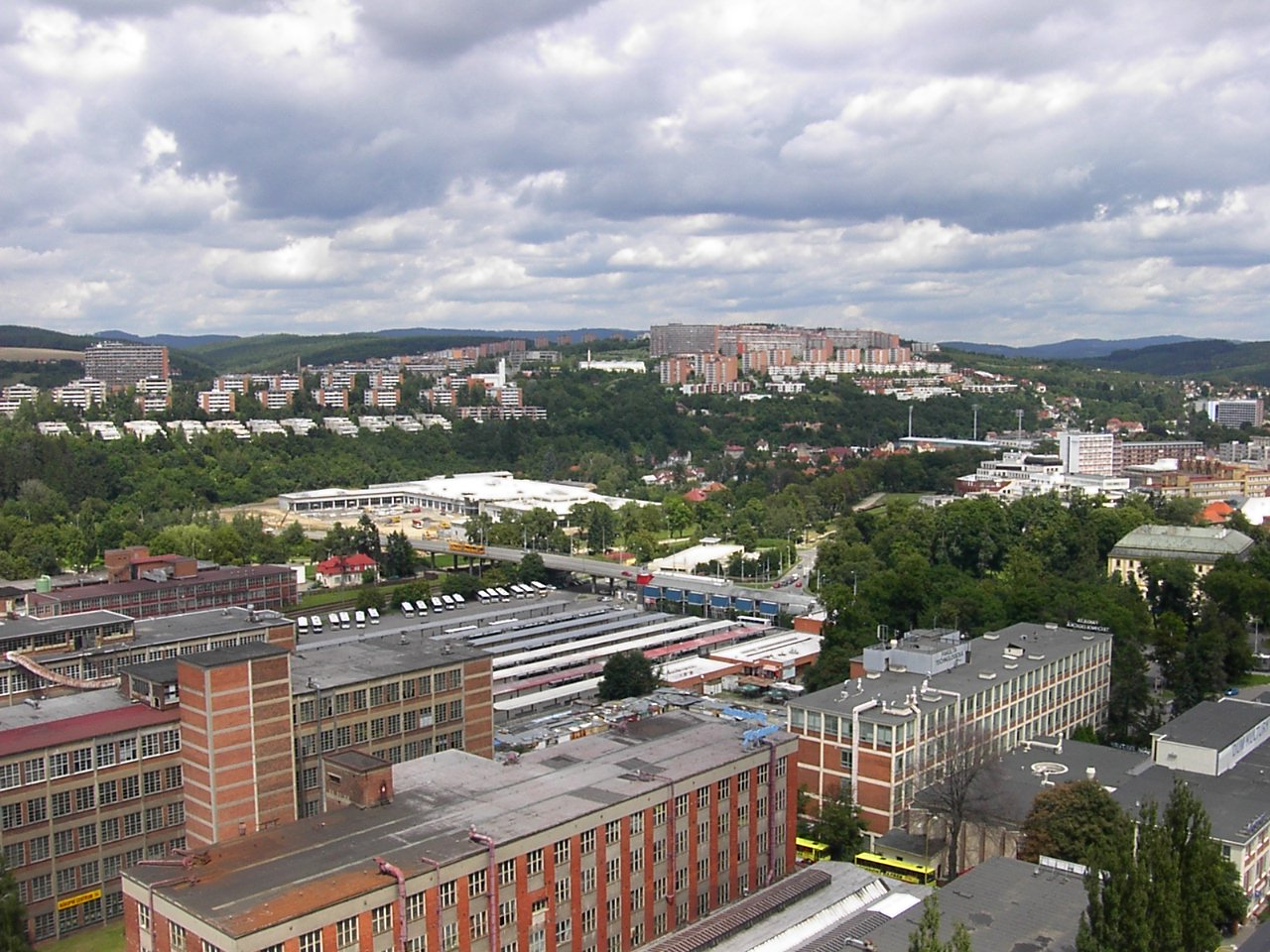
Kilátás a Baťa felhőkarcolóról a Jižní Svahy városrészre

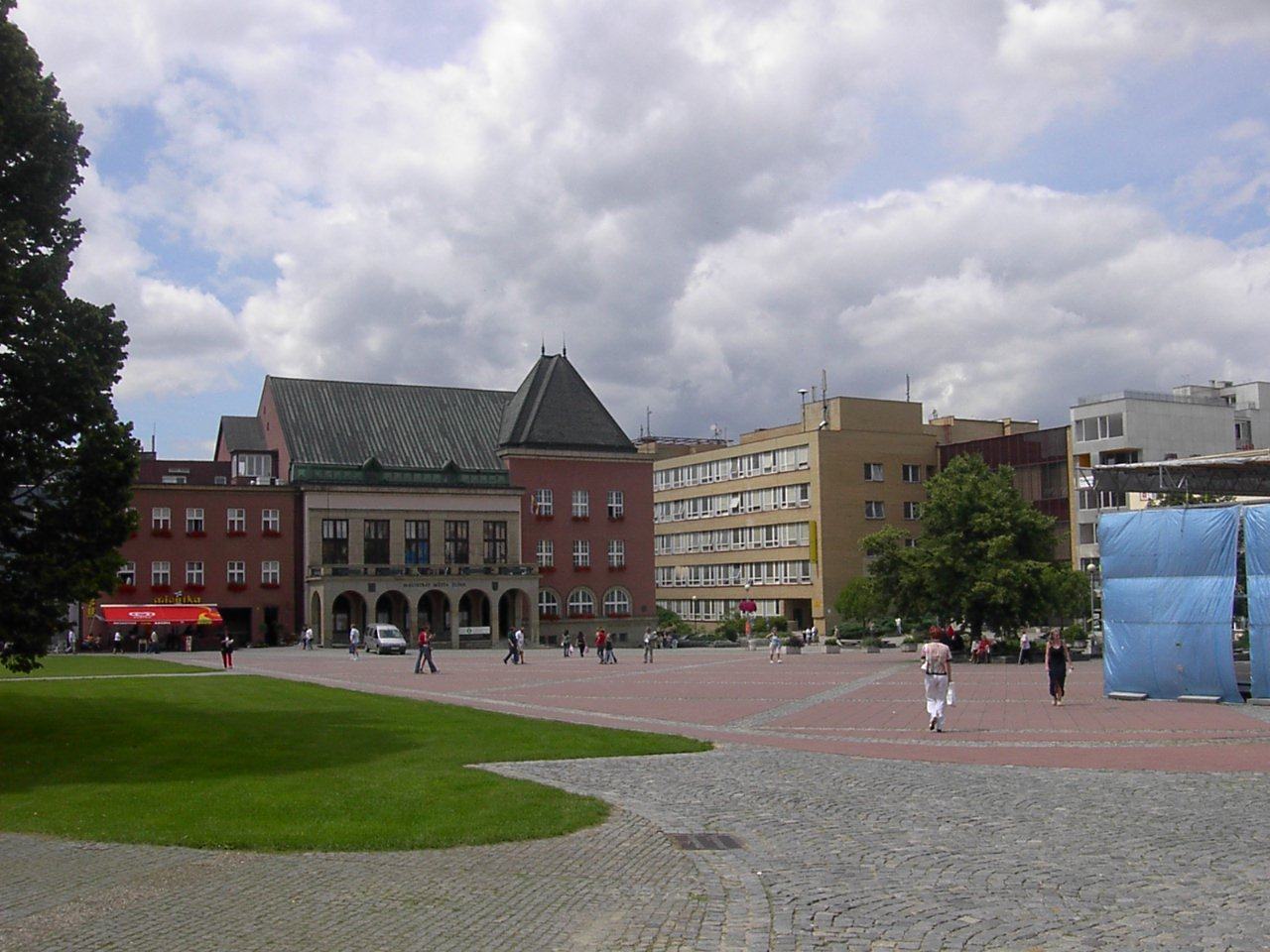
A Béke tér és a városi tanács épülete Zlínben

Zlín város Csehországban, Kelet-Morvaország ipari és gazdasági központja, a Zlíni kerület székhelye. A város neve 1949-től 1989-ig Gottwaldov volt.

## Története
A város első említése 1322-ből származik, amikor már Zlín a környék gazdasági központja volt. Ekkoriban a települést oláhok lakták. Az ide érkező oláhokban nem a nyelv volt a közös, (mivel egy részük a Felvidékről érkezett és már nem beszélte a oláh nyelvet) hanem, hogy mind pásztorkodással foglalkoztak. Zlíntől nyugatra elterülő területet csehül Valašskonak (Oláhföldnek) nevezik. A harmincéves háború alatt az itteni pásztorok bekapcsolódtak a Habsburg-ellenes felkelésbe. Zlín a 19. század végéig nem különbözött a többi Oláhföldi településtől.
A 19. században a területi felosztások változtatásával Zlín már Oláhföld, Slovácko és Hanákföld határára került. Jellegével azonban a település az oláhföldi településekhez hasonlított.
Mind Zlín, mind pedig az akkor még független, ma Zlínhez tartozó Malenovice uradalmi központok voltak. Az 1850-es járások rendezésekor Zlínt bíróságilag Napajedla, politikailag Uherské Hradiště alá rendelték. A 19. században Zlín lakossága 2800 volt. 1894-ben itt alapított cipőgyárat Tomáš Baťa. Néhány év alatt a gyára megnövekedett. A gyárnak köszönhetően sokan települtek a városba, elsősorban a szegény Oláhföld egyéb vidékeiről. Ezzel egyidejűleg csökkent a lakosság Texasba történő kivándorlása. 1910-1938 között a város lakossága tízszeresére növekedett 3600-ról 38 000-re. 1926 után Zlín modern központi várossá alakult. Tomáš Baťa több neves építészt hívott meg a város arculatának kialakítására (például Le Corbusier), így a város a funkcionalizmus stílusát kelti. Egymás után épültek a kisebb, de nagyobb házak is. 1937 és 1938 között épült meg a 77,5 m magas Baťa felhőkarcoló, amelyben akkor a gyár igazgatósága székelt.
A második világháború alatt 1944-ben a várost súlyos bombatámadások érték. A Baťa gyárat 1945-ben államosították.
A város 1949. január 1-jétől a Gottwaldov nevet vette fel, Csehszlovákia első kommunista elnökéről Klement Gottwaldról. Ettől kezdve a város a Gottwaldovi kerület része lett. Ez a kerület 1960-ban megszűnt, ekkor a Gottwaldovi járást a brünni székhelyű Dél-morvaországi kerületbe tagolták be. Az 1960-as években elkezdték a Zlíni Filmgyár építését. Kezdetben főleg Karel Zeman és Hermína Týrlová animációs filmjei készültek itt. 1968 után elkezdték építeni a legnagyobb zlíni lakótelepét, a Jižní svahyt (Déli part), melyet a 80-as években fejeztek be. 1989 decemberében Gottwaldovot meglátogatta ifjabb Tomáš Baťa. Nem sokkal ezt követően 1989. december 15-én a városi tanács visszavette a város eredeti nevét, Zlínt. Az 1990-es években ismét beindultak a magánvállalkozások. 2000-ben megalakult a Baťa Tomáš Egyetem és létrejött a Zlíni kerület.

## A mai Zlín
Zlín a Zlíni kerület központja, de egyben Kelet-Morvaország ipari és gazdasági és kulturális központja. A városban több középiskola, egy egyetem és két kórház működik.

## Közlekedés
Zlín viszonylag távol fekszik a fő közlekedési csomópontoktól. Ez abból is következik, hogy a város fejlődése csak a 20. században kezdődött meg, amikorra már a közlekedési hálózat nagyobb része kiépült. A Baťa gyár tervezte a közúti és vasúti hálózat kiépítését, azonban a tervet a második világháború megakadályozta. A rendszerváltás után Csehszlovákia 1993-ban bekövetkezett szétesése után Zlín határmenti város lett, így ennek a régiónak a fejlesztése a központi szervek számára kevésbé fontossá vált.
Kelet-nyugati irányban az I/49-es közút halad át a városon, amely Otrokovice községet köti össze Valašská Polankával
A vasúti közlekedés szempontjából jelentéktelen Zlín. Egyetlen vasútvonal, mely keresztülhalad a városon az Otrokovice–Vizovice-vasútvonal. Így Zlín számára a fő vasútállomás Otrokovice. Zlínben ezen kívül autóbusz és trolibusz közlekedés is van.

## Városrészek
Zlín 16 kataszteri területre oszlik:
1. Jaroslavice u Zlína
2. Klečůvka
3. Kostelec u Zlína
4. Kudlov
5. Lhotka u Zlína (Chlum és Lhotka városrészekkel)
6. Louky nad Dřevnicí
7. Lužkovice
8. Malenovice u Zlína
9. Mladcová
10. Příluky u Zlína
11. Prštné
12. Salaš u Zlína
13. Štípa
14. Velíková
15. Zlín
16. Želechovice nad Dřevnicí

## Testvérvárosai
- Altenburg, Németország
- Groningen, Hollandia
- Chorzów, Lengyelország
- Izegem, Belgium
- Limbach-Oberfrohna, Németország
- Romans, Franciaország
- Sesto San Giovanni, Olaszország
- Trencsén, Szlovákia

## Nevezetes személyek

### A város szülöttei
- Tomáš Baťa vállalkozó, a Baťa cipőgyár alapítója
- Josef Abrhám színész
- Hana Andronikova írónő
- Luděk Čajka jéghokis
- Roman Čechmánek jéghokikapus
- Olga Charvatová egykori síelő
- Tomáš Dvořák atléta
- Roman Hamrlík jéghokis
- Jiří Novák teniszező
- Ilja Prachař színész
- Sir Tom Stoppard (szül. Tomáš Straussler) angol drámaíró
- Ivana Trump síelő és amerikai vállalkozó
- František Bartoš (1837-1906) morva író, népdalgyűjtő, tanár és nyelvtudós
- Benjamin Kuras író

### A városhoz kötődnek
- Zdeněk Miler rajzfilmkészítő, Zlínben kezdte meg tevékenységét
- Sylvia Saint pornószínésznő, Zlínben dolgozott, mint egy hotel menedzsere
- Otto Wichterle tudós, a Baťa üzem munkatársa
- Hermína Týrlová rendező és producer a Zlíni Filmgyárban
- Karel Zeman rendező és producer a Zlíni Filmgyárban
- Jiří Hanzelka és Miroslav Zikmund, legendás Afrika-utazók

## Intézmények
- Baťa Tomáš Egyetem Zlínben
- FC Zlín – zlíni futball klub
- HC Hamé Zlín – Jéghoki csapat
- Zoologická zahrada Zlín – Zlíni állatkert

## Népesség
A település népessége az elmúlt években az alábbi módon változott:
| Lakosok száma | 9889 | 10 455 | 13 488 | 53 014 | 83 983 | 78 833 | 75 117 | 74 997 | 72 973 | 74 255 |
|               | 1869 | 1890   | 1921   | 1950   | 1980   | 2001   | 2017   | 2019   | 2022   | 2024   |

## Fordítás
- Ez a szócikk részben vagy egészben  a   Zlín című cseh Wikipédia-szócikk ezen változatának fordításán alapul.  Az eredeti cikk szerkesztőit annak laptörténete sorolja fel. Ez a jelzés csupán a megfogalmazás eredetét és a szerzői jogokat jelzi, nem szolgál a cikkben szereplő információk forrásmegjelöléseként.